# Lanford Wilson
Lanford Wilson (Lebanon, 13 aprile 1937 – Wayne, 24 marzo 2011) è stato un drammaturgo statunitense, considerato uno dei fondatori del movimento teatrale Off-Off-Broadway e vincitore del Premio Pulitzer per la drammaturgia nel 1980.
Nel 2001 è stato inserito nella American Theatre Hall of Fame.

## Biografia
Nato nel Missouri, figlio di Ralph Eugene e Violetta Tate Wilson, dopo il divorzio dei genitori si trasferisce con la madre a Springfield. Dopo il liceo e dopo aver conseguito il diploma si trasferisce a San Diego dal padre, dove per un breve periodo frequenta la San Diego State University, successivamente vive per sei anni, dove inizia ad approcciarsi alla scrittura alla University of Chicago.
Inizia la sua carriera di drammaturgo nei primi anni sessanta nel Greenwich Village, tra le sue prime opere vi sono Ludlow Fair, Home Free! e The Madness of Lady Bright. Nel 1969 è stato uno dei membri fondatori del Circle Repertory Company.
Per la sua opera The Hot l Baltimore vince il premio New York Drama Critics' Circle, il Outer Critics Circle Award e l'Obie Award, nel 1979 riceve il Premio Pulitzer per la drammaturgia Talley's Folly. Oltre a scrivere opere teatrali, Wilson ha scritto i testi per l'Opera, collaborando con il compositore Lee Hoiby in Summer and Smoke (1971) e This is the Rill Speaking (1992), quest'ultima basata su una sua piéce teatrale.

## Lavori
- Home Free! (1964)
- The Madness of Lady Brigh (1964)
- Balm in Gilead (1965)
- Ludlow Fair (1965)
- Wandering (1966)
- The Rimers of Eldritch (1967)
- The Gingham Dog (1968)
- Lemon Sky (1970)
- Serenading Louie (1970)
- The Hot l Baltimore (1973)

- The Mound Builders (1975)
- Fifth of July (1978)
- Talley's Folly (1979)
- A Tale Told (1981, in seguito rivisitata e reintitolata Talley & Son)
- Angels Fall (1983)
- Burn This (1986)
- Redwood Curtain (1992)
- Sympathetic Magic (1998)
- Book of Days (2000)
- Rain Dance (2002)